# Stapelia gigantea
Стапелія велетенська (Stapelia gigantea) — вид рослини родини Барвінкові.

## Назва
В англійській мові має назву «велетенська квітка-падло» (англ. giant carrion flower).

## Будова
Сукулент з оливково-зеленими чотирикутними стовбурами до 20 см висоти, що схожі на кактус. Квітне біля основи квітки великими (25-35 см) смердючими квітками з червоними смугами, вкриті волосинами. Квітка нагадує падло, що приманює мух для запилення.

## Поширення та середовище існування
Зростає у пустельних районах Південної Африки до Танзанії.

## Практичне використання
Вирощується як кімнатна рослина.

## Галерея

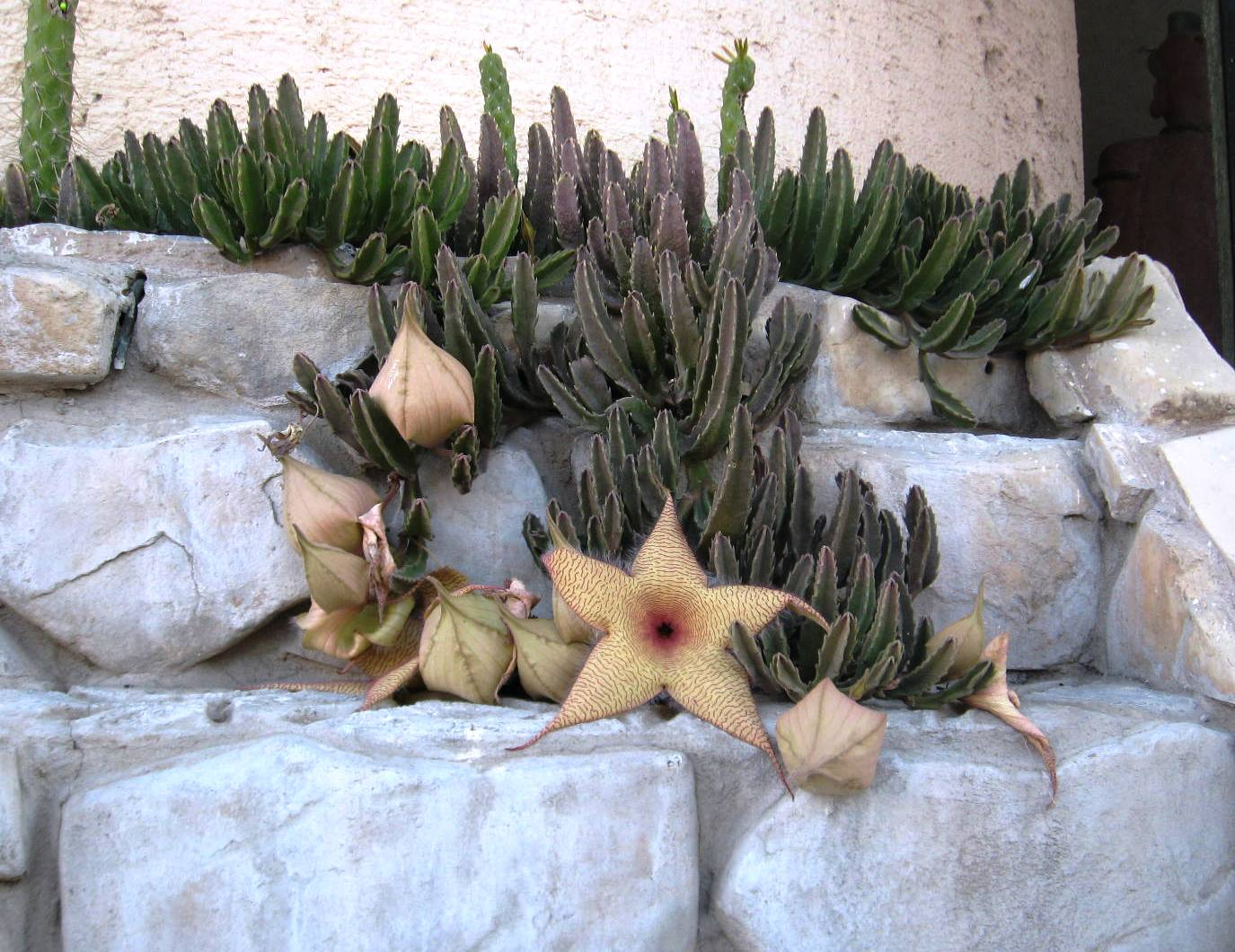
Зовнішній вигляд рослини
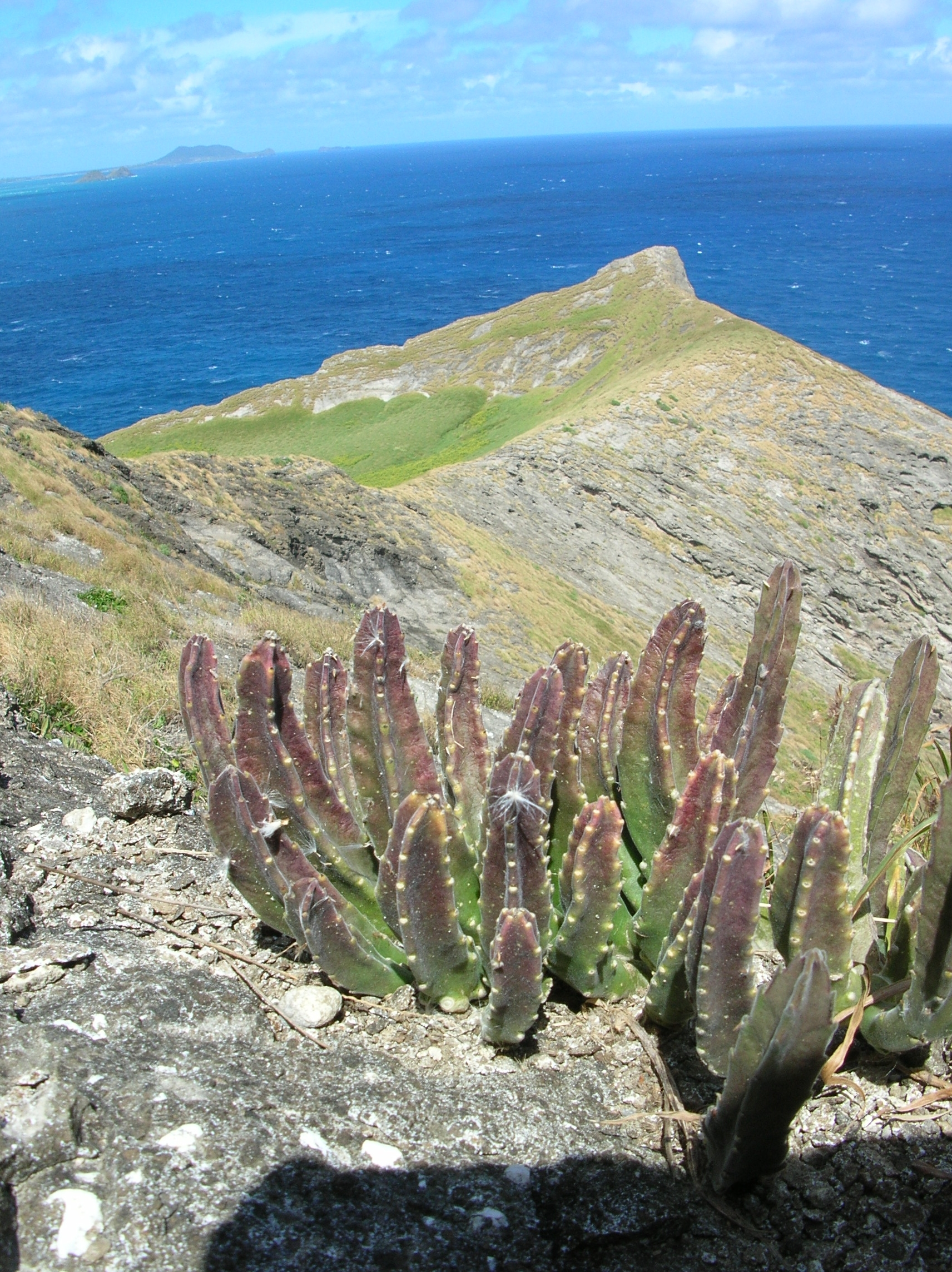
В природному середовищі
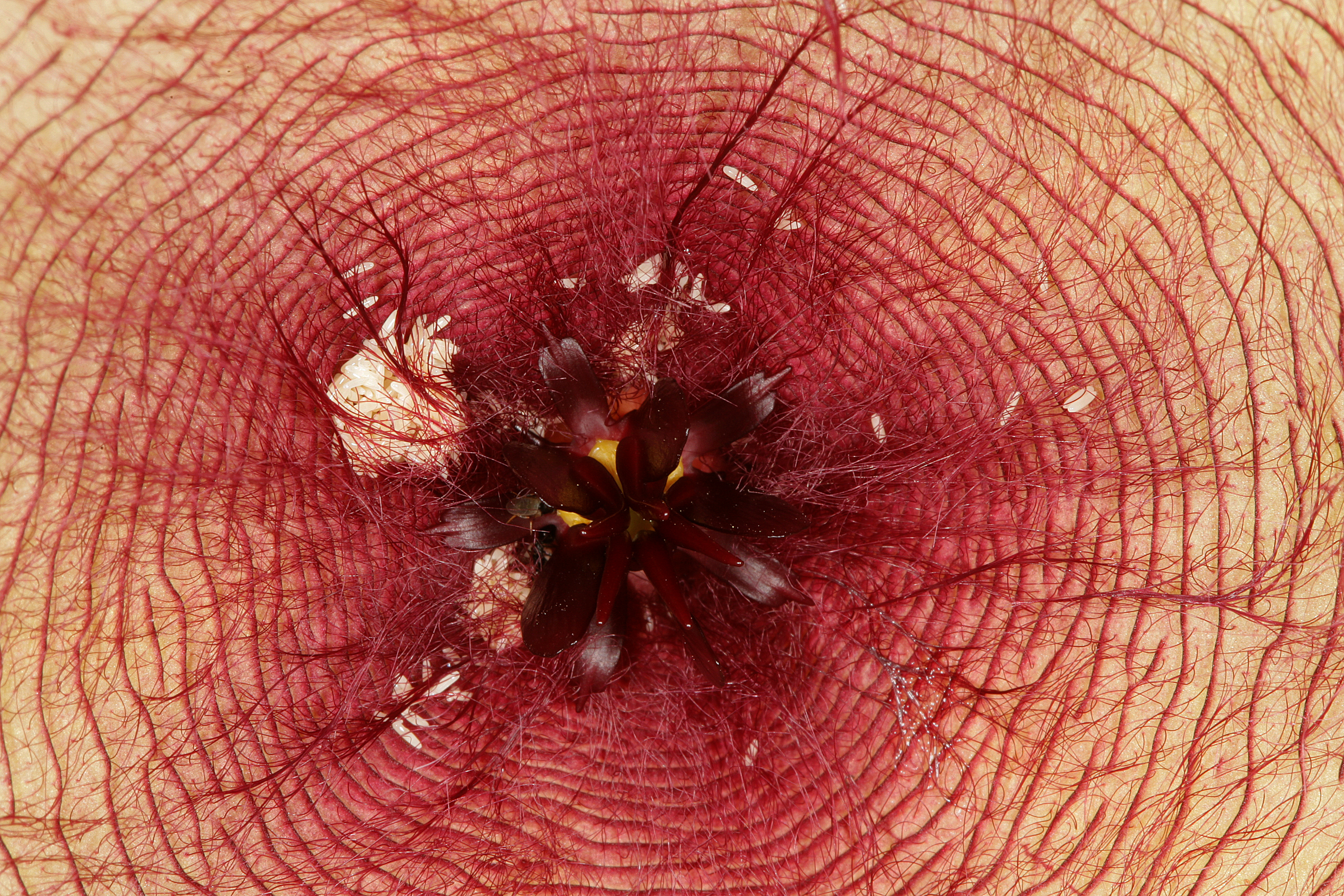
Квітка